# Јежењ
Јежењ (итал. Ieseni) је насељено место у Републици Хрватској у Истарској жупанији. Административно је у саставу Града Пазина.
Јежењ се састоји од више насеља од којих су највећа Мали Јежењ и Вели Јежењ међусобно удаљена око један километар. Уз њих ту су и Малиши, Брчани и Чубани. Налази се 5 км југозападно од Пазина, изнад Лимске драге, на крашком подручју с ниском шумом.
Вели Јежењ је родно место Јураја Добриле хрватског бискупа и добротвора . Родна кућа Јураја Добриле је изграђена је око 1800 г. а рестаурирана по изгледу из 1912. и отворена за јавност 14. априла 2005..

## Историја
Најстарији писани траг о Јежењу датира од 3. априла 1478. када војвода Урбина Федерико III (1444—82) потврђује општини Тињан куповину „Monte Jesen“ (данас познато као „Јежињски бриг“) од Ђованија Цехорнера Giovanni Zechorner.

## Становништво
Према последњем попису становништва из 2001. године у насељу Јежењ су била 142 становника који су живели у 38 породичних домаћинства.
Кретање броја становника по пописима 1857—2001.
| година пописа  | 1857. | 1869. | 1880. | 1890. | 1900. | 1910. | 1921. | 1931. | 1948. | 1953. | 1961. | 1971. | 1981. | 1991. | 2001. |
| бр. становника | 0     | 202   | 172   | 207   | 245   | 0     | 0     | 189   | 185   | 172   | 151   | 132   | 142   | 142   |       |

Напомена:У 1857., 1869., 1921. и 1931. подаци су садржани у насељу Тињан, општина Тињан. Садржи податке за бивше насеље Мали Јежењ које је у 1948. исказано као насеље, те за бивше насеље Вели Јежењ које је од 1880. до 1910. и 1948. исказивано као насеље.

## Познати рођени у Бераму
- Јурај Добрила (1812—1982) хрватски бискуп и добротвор